# Вільгельм Дільтей
Вільге́льм Дільте́й (нім. Wilhelm Dilthey; 19 листопада 1833, Бібріх-на-Рейні — 1 жовтня 1911, Зейс) — німецький історик культури та філософ-ідеаліст, представник філософії життя, літературознавець, що ввів вперше поняття так званих наук про дух (нім. Geisteswissenschaft), що мали значний вплив як на сучасні історичні науки в Німеччині (Генріх Рікерт, Вільгельм Віндельбанд, Едуард Шпрангер та інші), так і на літературознавство (Рудольф Унгер, Оскар Вальцель, Фрідріх Гундольф та інші).

## Біографія
Народився 19 листопада 1833 року в Бебрісі у родині священника. Закінчив місцеву школу, а в 1852 році вступив до Гейдельберзького університету, де вивчав теологію. Згодом переїхав до Берліна, щоб вивчитись на пастора, як бажав батько. Вивчав давньогрецьку мову та іврит, захоплювався читанням праць Платона, Аристотеля, Августина Блаженного. Працював журналістом і шкільним вчителем. У 1868 році Дільтей став професором в Університеті Кіля, де завідував архівом праць Фрідріха Шлеяєрмахера. За три роки по тому переїхав у Бреслау, де спілкувався із графом-філософом Паулем Йорком фон Вартенбурґом. У 1882 році Дільтей вернувся до Берліна, завідував у Берлінському університеті кафедрою філософії. Популяризував праці Едмунда Гуссерля. У 1906 році опублікував свої давні статті про Готфріда Лессінга, Йоганна Гете, Новаліса і Фрідріха Гельдерліна, чим значно просунув німецьке літературознавство. За життя більшість його праць були опубліковані в періодичних виданнях. Помер 1 жовтня 1911 року в Зейсі.

## Філософські погляди
Вільгельм Дільтей відстоював принципову різницю між природничими науками та науками про культуру («науками про дух» або «науками про мінливий світ людських творінь» — історією, філологією, релігієзнавством тощо. Філософ розумів під науками про культуру також теорію господарства і вчення про державу). Науки загалом пізнають відображення речей у свідомості, а не самі речі, мають справу з розумінням, тоді як переживання дозволяє проникнути в самі речі. Вони не можуть пізнати людину як особливу, відмінну від решти світу істоту, це можуть забезпечити науки про культуру, що потребують особливої герменевтики — філософської. Людина як суб'єкт розуміння сама належить до предмета розуміння (буття). Тому науки про культуру, згідно поглядів Дільтея, повинні відмовитися від ставлення дослідника в позицію незалежного зовнішнього спостерігача, що розділяє суб'єкт і об'єкт пізнання. Необхідно враховувати, що той, хто пізнає, сам належить до того, що він пізнає. 
Діяльність психіки Дільтей вважав суцільною і неперервною, сутність якої полягає в ірраціональності. Вона не має очевидних джерел і мети, що відображається і на вищому рівні історії. За Дільтеєм, історія загалом не має сенсу, ним володіють лише окремі епохи. Шляхом виявлення закономірностей епохи може створюватися певна класифікація, згідно якої розглядаються зафіксовані в текстах (в широкому розумінні тексту як системи знаків і значень) явища індивідуального характеру. Але зміст індивідуального життя стає зрозумілим для дослідника тільки внаслідок зв'язку його переживання з мовою автора. Так досягається витлумачення того чи іншого тексту.

## Праці

### Оригінальні
- Volume 1: Einleitung in die Geisteswissenschaften
- Volume 2: Weltanschauung und Analyse des Menschen seit Renaissance und Reformation
- Volume 3: Studien zur Geschichte des deutschen Geistes
- Volume 4: Die Jugendgeschichte Hegels und andere Abhandlungen zur Geschichte des Deutschen Idealismus
- Volume 5: Die geistige Welt
- Volume 6: Die geistige Welt
- Volume 7: Der Aufbau der geschichtlichen Welt in den Geisteswissenschaften
- Volume 8: Weltanschauungslehre
- Volume 9: Pädagogik
- Volume 10: System der Ethik
- Volume 11: Vom Aufgang des geschichtlichen Bewußtseins
- Volume 12: Zur preußischen Geschichte
- Volume 13: Leben Schleiermachers. Erster Band
- Volume 14: Leben Schleiermachers. Zweiter Band
- Volume 15: Zur Geistesgeschichte des 19. Jahrhunderts
- Volume 16: Zur Geistesgeschichte des 19. Jahrhunderts
- Volume 17: Zur Geistesgeschichte des 19. Jahrhunderts
- Volume 18: Die Wissenschaften vom Menschen, der Gesellschaft und der Geschichte
- Volume 19: Grundlegung der Wissenschaften vom Menschen, der Gesellschaft und der Geschichte
- Volume 20: Logik und System der philosophischen Wissenschaften
- Volume 21: Psychologie als Erfahrungswissenschaft
- Volume 22: Psychologie als Erfahrungswissenschaft
- Volume 23: Allgemeine Geschichte der Philosophie
- Volume 24: Logik und Wert
- Volume 25: Dichter als Seher der Menschheit
- Volume 26: Das Erlebnis und die Dichtung

## Українські переклади
- Дільтей В. Виникнення герменевтики // Пер. з нім. Я. Стратія, С. Кошарного / Сучасна зарубіжна філософія. Течії і напрями. Хрестоматія. — К.: Ваклер, 1996. — С. 31-60.
- Дільтей Вільгельм. Історія молодого Гегеля. Відновлення геґельянства. — Київ: ВПЦ «Три крапки», 2008. ISBN 966-95634-6-1.